# Марковка (Тульская область)
Марковка — деревня в Каменском районе Тульской области России.
В рамках административно-территориального устройства входит в Галицкий сельский округ Каменского района, в рамках организации местного самоуправления включается в Яблоневское сельское поселение.

## География
Расположена недалеко от реки Галица, в 19 км к юго-востоку от райцентра, села Архангельское, и в 120 км к югу от областного центра, г. Тулы. 
На востоке примыкает к селу Галица, на севере — к деревне Новозагаличное.

## Население
| 2002 | 2010 |
| ---- | ---- |
| 206  | ↘179 |